# Stadtmuseum Kirchschlag

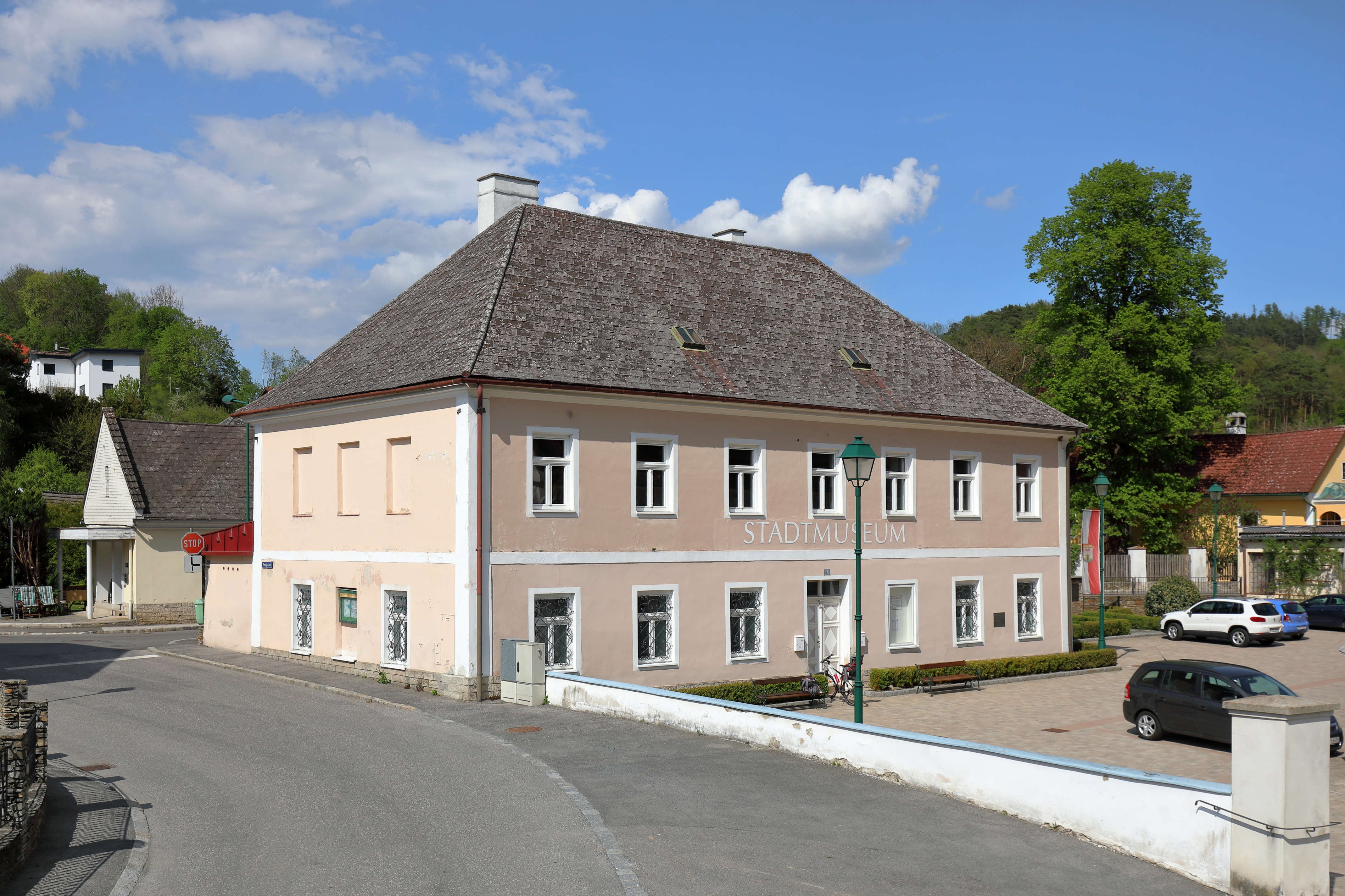
Stadtmuseum Kirchschlag

Das Stadtmuseum Kirchschlag ist ein Heimatmuseum in der niederösterreichischen Stadt Kirchschlag in der Buckligen Welt. Es befindet sich neben der spätgotischen Pfarrkirche zum heiligen Johannes dem Täufer an der Adresse Kirchenplatz 1. In einem historischen Gebäude werden auf zwei Geschoßen und in insgesamt 15 Räumen primär die Geschichte Kirchschlags von der Kirchensiedlung des 12. Jahrhunderts bis zur Stadterhebung im Jahre 2002 thematisiert.

## Geschichte
Das Museum wurde auf Initiative des Juristen und Heimatkundlers Bruno Schimetschek (1908–2004) gegründet und 1984 im Hofhaus (heute Stadtamt) am Hauptplatz eröffnet. Seit 1995 befindet es sich im aktuell genutzten Gebäude. Dieser Bau wurde Ende 18. / Anfang 19. Jahrhunderts errichtet und 1875 erweitert. In ihm war die Pfarr- bzw. die Volksschule und später die Sparkasse sowie das Gemeindeamt untergebracht. Im Zuge der Stadterhebung erfolgte 2002 die Umbenennung von Heimatmuseum in Stadtmuseum.